# Мельников, Леонид Георгиевич
Леони́д Гео́ргиевич Ме́льников (18 (31) мая 1906, д. Дегтярёвка, Нивнянская волость, Мглинский уезд, Черниговская губерния, Российская империя — 16 апреля 1981, Москва, СССР) — советский партийный и государственный деятель.

## Биография
Родился в крестьянской семье. С 1921 года рабочий на сахарном заводе в Полтавской губернии. С 1924 года на комсомольской работе. В 1924—1928 годах — секретарь сначала волостного, а затем и районного комитета комсомола. В 1928 году вступил в ВКП(б). В 1928—1930 годах служил в РККА.
В 1930-1931 годах учился в Московской горной академии/Московском горном институте. Окончил с отличием Донецкий индустриальный институт (1936), горный инженер. Там же поступил в аспирантуру.
После непродолжительной работы инженером на угольной шахте, в 1937 году он был переведён на партработу в Сталинский горком. В следующем году начинает работать в Сталинском обкоме КП(б) Украины: с начала секретарём, затем 2-м секретарём, а после ответственным организатором Управления кадров ЦК ВКП(б).
Участник Великой Отечественной войны, был членом Военного Совета 66-й армии, защищавшей Сталинград.
В 1942 году, когда возникла угроза дефицита коксующихся углей и, вследствие этого, выплавки стали, Мельников был отозван с фронта и направлен в Караганду, с тем, чтобы в короткий срок увеличить объём добычи этих углей, не допустить сокращения производства.
Его назначили 1-м секретарём Карагандинского обкома, но через 2 года, в 1944 году он вернулся в Сталинский обком КП(б) Украины, уже в должности 1-го секретаря.
С апреля 1946 года член ЦК КП(б) Украины.
С 1947 года карьера Л. Мельникова пошла вверх, и он перешёл в аппарат ЦК КП(б) Украины, сначала как секретарь, а с декабря 1947 года (с возвращением Хрущёва на пост 1-го секретаря) 2-й секретарь.
В 1949 году он назначен 1-м секретарём ЦК Компартии Украины, тем самым возглавив крупнейшую республиканскую компартию в СССР. Вскоре, на почве развернувшейся антисемитской кампании, где Мельников занял жёсткую линию, с ним рассорился Хрущёв, до этого считавший его своим ставленником.
На XIX съезде был избран в члены ЦК КПСС, а чуть позже в том же 1952 году вошёл и в состав Президиума ЦК.
После смерти И. В. Сталина Л. Мельников оказался в числе проигравших. В марте 1953 года он был понижен до кандидата в члены Президиума ЦК, а уже в июне был выведен из его состава. Одновременно он был освобождён от должности руководителя Компартии Украины как не обеспечивший руководства и за «грубое искривление ленинско-сталинской национальной политики».
После непродолжительной работы в качестве посла СССР в Румынии (1953—1955), он занимал должность министра строительства предприятий угольной промышленности СССР (1955—1957). На XX съезде КПСС Леонид Георгиевич был избран кандидатом в члены ЦК. В дальнейшем он больше не избирался в члены или в кандидаты в члены ЦК.
В 1957 году он был переведён на работу в Казахскую ССР, где сначала работал в Совете Министров: 1-й заместитель председателя (1957—1958), заместитель председателя — председатель Госплана (1958—1961), после чего возглавил Госгортехнадзор (1961—1964). В 1964 году назначен председателем Госгортехнадзора РСФСР. В 1966 году республиканский комитет был преобразован в Государственный комитет по надзору за безопасным ведением работ в промышленности и горному надзору (Госгортехнадзор) при Совете Министров СССР, председателем которого Л. Г. Мельников являлся до своей смерти в апреле 1981 года. Отмечали его роль «в укреплении статуса надзорного органа, повышении безопасности работ на предприятиях подконтрольных отраслей промышленности; его многогранность, широкий кругозор, доброжелательность и внимание к людям».
Л. Мельников был депутатом Верховного Совета СССР 1—3, 5, 7—10 созывов (1941—1954, 1958—1962, 1966—1981), а также членом Президиума Верховного Совета СССР 3 созыва (1950—1954), депутатом Верховного Совета Украинской ССР 2—3-го созывов, депутатом Верховного Совета Казахской ССР.
С 1962 по 1981 годы жил в доме № 6 по переулку Хользунова.
Похоронен на Новодевичьем кладбище в Москве.

## Награды
- пять орденов Ленина (в том числе 30 мая 1956)
- орден Октябрьской Революции
- орден Отечественной войны I степени
- орден Трудового Красного Знамени
- медали

## Память
- 31 мая 2006 года в Ростехнадзоре по случаю 100-летия со дня рождения состоялся день памяти Леонида Георгиевича Мельникова[2] — председателя Госгортехнадзора СССР в 1966—1981 годы.
- В 2008 году в Москве ему была открыта мемориальная доска на доме № 6 в переулке Хользунова, где Мельников жил с 1962 по 1981 год[5].
- В 2009 году в Ростехнадзоре утверждена ведомственная медаль его имени для награждения «за большой вклад в обеспечение промышленной безопасности, научно-исследовательскую деятельность»[6].